# 法海寺 (青岛市)
法海寺，位于山东省青岛市城阳区夏庄街道办事处源头村，是中华人民共和国山东省文物保护单位之一。
2006年12月7日，授予山东省文物保护单位，是一座古建筑。